# Sint-Pieter en Pauwelkerk (Mol)
De Sint-Pieter en Pauwelkerk is de hoofdkerk van Mol, in de Belgische gemeente Mol. Ze bevond zich aan de Markt, maar in 1805 werd het gemeentehuis er voor geplaatst.
De kerk werd in 1852 vrijwel geheel vernieuwd onder architectuur van Eugène Gife, maar de kolommen van de vroegere gotische kerk bleven gehandhaafd. Ook de laatgotische bakstenen toren bleef ongewijzigd. Deze uit het einde van de 15e eeuw stammende toren is 55 meter hoog en bevat onder meer ornamenten van ijzerzandsteen. Ze telt vijf geledingen. De toren werd gebouwd nadat zijn voorganger in 1492 was ingestort. De toren diende ook als schuilplaats in onrustige tijden.
Op 25 april 1765 werd de toren door bliksem getroffen, waarbij de spits werd vernield. Graaf Isendoorn à Blois, die verplicht was om de toren te herstellen, bouwde de spits echter niet meer in zijn oude luister op. Over het uiterlijk van de vroegere spits bestaat onzekerheid, maar er werd beweerd dat de toren mét spits een hoogte bereikte van 82,52 meter. De toren werd ook in 1856 en 1863 door bliksem getroffen, en in 1864 werd een "donderroede" (bliksemafleider) geplaatst. In 1936 werd de toren als monument geklasseerd en in 1937 gerestaureerd. Na beschadiging tijdens de Tweede Wereldoorlog werd de toren hersteld in 1974 en 1999.
In de toren is sinds 1979 het Torenmuseum gevestigd, waarin kerkelijke kunst is tentoongesteld alsmede documenten die op kerk, toren en beiaard betrekking hebben. Er was in 1928 een kleine beiaard, die in 1951 werd vervangen door de huidige en in 1967 nog uitgebreid. Ze telt 49 klokken met een totaalgewicht van 16.504 kg.
Het interieur van de kerk omvat twee gepolychromeerde beelden van Artus Quellinus, schilderijen, onder meer van Willem Herreyns en Jan van den Hoecke, een gotisch wijwatervat uit het begin van de 16e eeuw, een preekstoel en houten muurbekleding (17e-18e eeuw), een communiebank uit 1773, een Sint-Anna-te-Drieën uit eind 17e eeuw en een relikwie van de Heilige Doorn, welke sinds 1654 in het bezit is van de parochie.